# لیروی رویارد
لیروی رویارد (انگلیسی: Leroy Rosenior؛ زادهٔ ۲۴ اوت ۱۹۶۴) بازیکن فوتبال اهل بریتانیا است.
از باشگاه‌هایی که در آن بازی کرده‌است می‌توان به باشگاه فوتبال چارلتون اتلتیک، باشگاه فوتبال وستهام یونایتد، باشگاه فوتبال فولام، باشگاه فوتبال کویینز پارک رنجرز، باشگاه فوتبال فیلیت تاون، باشگاه فوتبال گلاستر سیتی، و باشگاه فوتبال بریستول سیتی اشاره کرد.
وی همچنین در تیم‌های ملی فوتبال زیر ۱۶ سال انگلستان، زیر ۲۱ سال انگلستان، و سیرالئون بازی کرده‌است.